# Monzie Castle

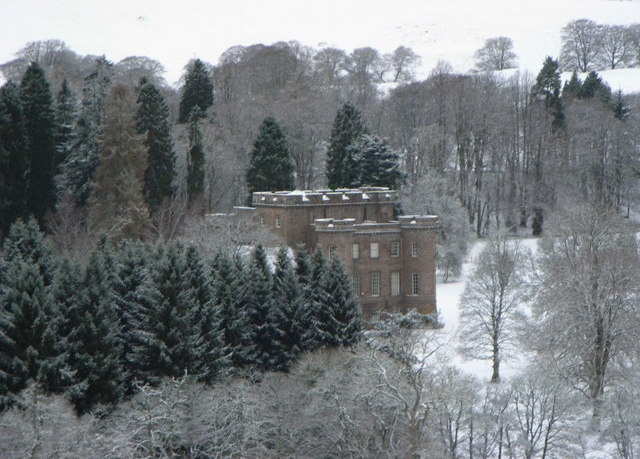
Monzie Castle

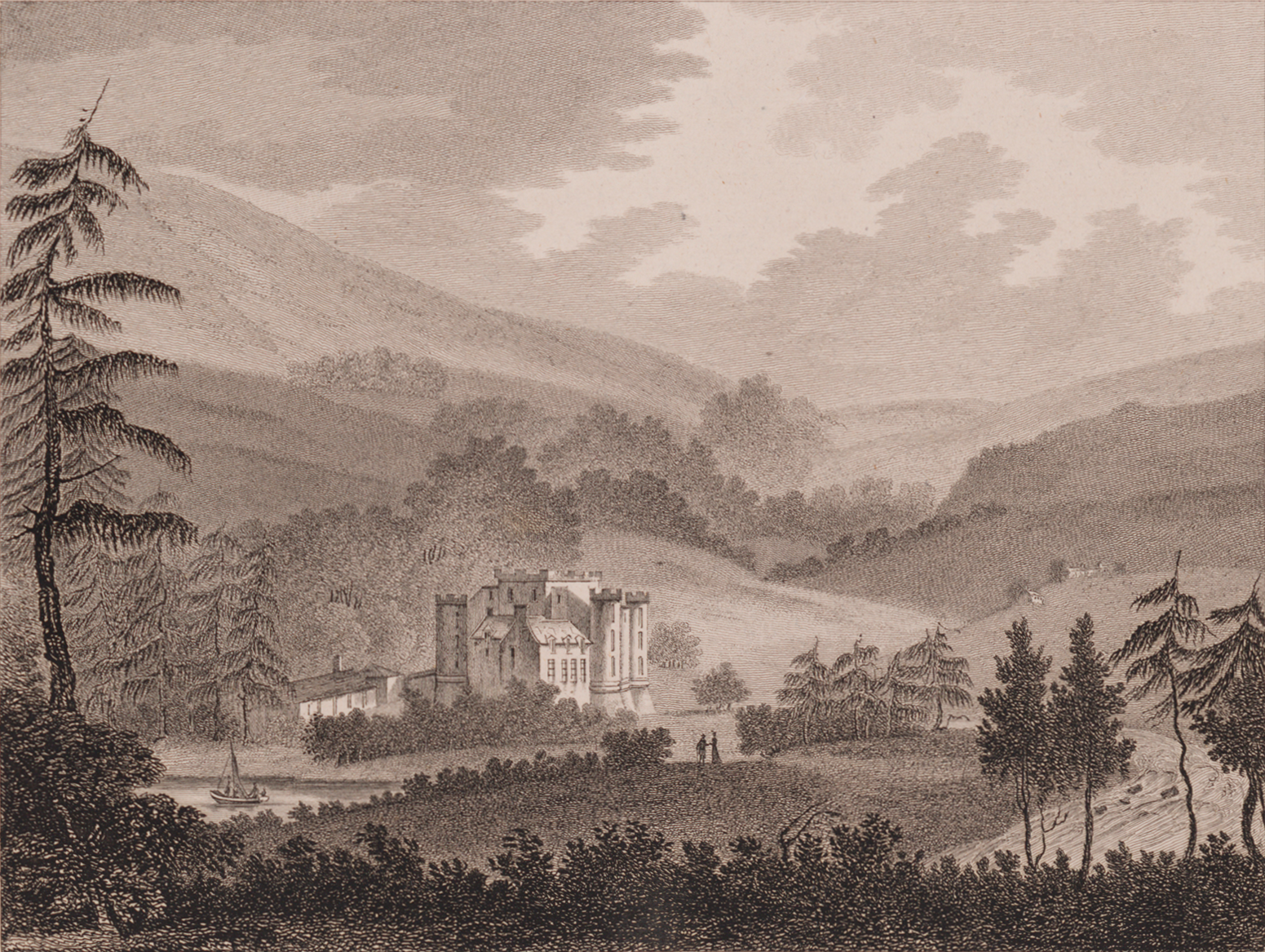
Skizze von Monzie Castle von John Claude Nattes (1804)

Monzie Castle ist ein mit Zinnen versehenes Landhaus beim Dorf  Monzie in der schottischen Council Area Perth and Kinross.

## Geschichte
Das Anfang des 19. Jahrhunderts entstandene Haus enthält ein Tower House vom Anfang des 17. Jahrhunderts, das in den Jahren 1785–1790 restauriert worden war. Ein Eingang trägt die Jahreszahl 1634 mit den Wappen der Campbells und der Grahams.
Nach einem Brand 1908 wurde das Innere von Architekt Sir ‚‘John Lorimer‘‘ 1908–1912 renoviert. Zwei offene Kamine aus Marmor aus dem Jahr 1725 haben das Feuer überstanden.

## Beschreibung
Das dreistöckige Haus aus Bruchstein hat einen rechteckigen Grundriss und vier Rundtürme an den Ecken. Das mittlere Joch ist vierstöckig und hat eine nach außen gebogene Fassade.
Historic Scotland hat Monzie Castle als historisches Bauwerk der Kategorie A gelistet.

## Gärten
Der Landschaftsgarten, der im 18. Jahrhundert angelegt wurde, wurde in das Inventory of Gardens and Designed Landscapes of Scotland aufgenommen. Ein im 19. Jahrhundert neu angelegter, formeller Garten liegt ebenfalls am Tower House.

## World Scout Moot
1939 fand das 3. World Scout Moot auf Monzie Castle statt. Es nahmen 3500 Pfadfinder aus 42 Nationen teil.